# Amadeja Teraž
Amadeja Teraž (* 21. Dezember 1989) ist eine ehemalige slowenische Biathletin sowie Radsportlerin und vormalige Alpine Skiläuferin.
Amadeja Teraž begann ihre aktive Karriere als alpine Skisportlerin. Zwischen 2004 und 2008 bestritt die Spezialistin für die technischen Disziplinen etwa 40 FIS-Rennen. Mehrfach belegte sie dabei Top-10-Platzierungen. Zudem startete sie mehrfach bei nationalen Meisterschaften Sloweniens.
Im Biathlonsport gab Teraž ihr internationales Debüt bei den Biathlon-Europameisterschaften 2014 in Nové Město na Moravě. Dort wurde sie 56. des Einzels, 58. des Sprints und beendete das Verfolgungsrennen als überrundete Läuferin nicht.
Im Straßenradsport nahm Teraž zwischen 2009 und 2013 an fünf nationalen Meisterschaften Sloweniens teil. 2009 wurde sie jeweils Sechste im Straßenrennen und im Einzelzeitfahren.
2010 wurde sie Zehnte im Straßenrennen und Achte des Einzelzeitfahrens, 2011 Fünfte des Zeitfahrens, 2012 verpasste sie als Viertplatzierte knapp eine Medaille, 2013 wurde sie Zeitfahr-Siebte. Sie vertrat ihr Land bei den Europameisterschaften 2011 im U23-Einzelzeitfahren und belegte dort den 22. Platz.